# Paris Masters 2004 - Qualificazioni singolare
Le qualificazioni del singolare  del Paris Masters 2004 sono state un torneo di tennis preliminare per accedere alla fase finale della manifestazione. I vincitori dell'ultimo turno sono entrati di diritto nel tabellone principale. In caso di ritiro di uno o più giocatori aventi diritto a questi sono subentrati i lucky loser, ossia i giocatori che hanno perso nell'ultimo turno ma che avevano una classifica più alta rispetto agli altri partecipanti che avevano comunque perso nel turno finale.
Le qualificazioni del torneo Paris Masters 2004 prevedevano 24 partecipanti di cui 6 sono entrati nel tabellone principale.

## Teste di serie
1. Xavier Malisse (ultimo turno)
2. Assente
3. Ivo Karlović (primo turno)
4. Radek Štěpánek (Qualificato)
5. Maks Mirny (Qualificato)
6. Thomas Enqvist (Qualificato)

1. Jérôme Haehnel (primo turno)
2. Potito Starace (primo turno)
3. Gaël Monfils (primo turno)
4. Victor Hănescu (ultimo turno)
5. Christophe Rochus (primo turno)
6. Davide Sanguinetti (ultimo turno)

## Qualificati
1. Jo-Wilfried Tsonga
2. Christophe Rochus
3. Gaël Monfils

1. Radek Štěpánek
2. Maks Mirny
3. Thomas Enqvist

## Tabellone

### Legenda
| - Q = Qualificato - WC = Wild card - LL = Lucky loser | - ALT = Alternate - SE = Special Exempt - PR = Protected Ranking | - w/o = Walkover - r = Ritirato - d = Squalificato |

### Sezione 1
|  | Primo turno | Primo turno            | Primo turno        | Primo turno | Primo turno |  |  | Ultimo turno | Ultimo turno       | Ultimo turno | Ultimo turno | Ultimo turno |  |
|  |             |                        |                    |             |             |  |  |              |                    |              |              |              |  |
|  | 1           | Xavier Malisse         | 3                  | 6           | 6           |  |  |              |                    |              |              |              |  |
|  |             | Édouard Roger-Vasselin | 6                  | 2           | 3           |  |  | 1            | Xavier Malisse     | 6            | 6            | 3            |  |
|  |             | Jo-Wilfried Tsonga     | Jo-Wilfried Tsonga | 7           | 6           |  |  |              | Jo-Wilfried Tsonga | 2            | 7            | 6            |  |
|  | 8           | Potito Starace         | Potito Starace     | 6(1)        | 2           |  |  |              |                    |              |              |              |  |

### Sezione 2
|  | Primo turno     | Primo turno       | Primo turno       | Primo turno | Primo turno |  |  | Ultimo turno      | Ultimo turno      | Ultimo turno      | Ultimo turno | Ultimo turno |  |
|  |                 |                   |                   |             |             |  |  |                   |                   |                   |              |              |  |
|  | Thierry Ascione | Thierry Ascione   | Thierry Ascione   | 6           | 6           |  |  |                   |                   |                   |              |              |  |
|  | Marc Gicquel    | Marc Gicquel      | Marc Gicquel      | 3           | 4           |  |  | Thierry Ascione   | Thierry Ascione   | Thierry Ascione   | 5            | 4            |  |
|  |                 | Christophe Rochus | Christophe Rochus | 6           | 6           |  |  | Christophe Rochus | Christophe Rochus | Christophe Rochus | 7            | 6            |  |
|  | 11              | Grégory Carraz    | Grégory Carraz    | 3           | 2           |  |  |                   |                   |                   |              |              |  |

### Sezione 3
|  | Primo turno | Primo turno   | Primo turno   | Primo turno   | Primo turno |  |  | Ultimo turno  | Ultimo turno  | Ultimo turno | Ultimo turno | Ultimo turno |  |
|  |             |               |               |               |             |  |  |               |               |              |              |              |  |
|  |             | Nicolas Mahut | Nicolas Mahut | Nicolas Mahut | 7           |  |  |               |               |              |              |              |  |
|  | 3           | Ivo Karlović  | Ivo Karlović  | Ivo Karlović  | 610r        |  |  | Nicolas Mahut | Nicolas Mahut | 7            | 2            | 0            |  |
|  |             | Gaël Monfils  | 4             | 6             | 6           |  |  | Gaël Monfils  | Gaël Monfils  | 65           | 6            | 6            |  |
|  | 9           | Antony Dupuis | 6             | 3             | 4           |  |  |               |               |              |              |              |  |

### Sezione 4
|  | Primo turno | Primo turno        | Primo turno        | Primo turno | Primo turno |  |  | Ultimo turno | Ultimo turno       | Ultimo turno | Ultimo turno | Ultimo turno |  |
|  |             |                    |                    |             |             |  |  |              |                    |              |              |              |  |
|  | 4           | Radek Štěpánek     | Radek Štěpánek     | 6           | 6           |  |  |              |                    |              |              |              |  |
|  |             | Kristof Vliegen    | Kristof Vliegen    | 3           | 0           |  |  | 4            | Radek Štěpánek     | 7            | 1            | 6            |  |
|  | 12          | Davide Sanguinetti | Davide Sanguinetti | 6           | 6           |  |  | 12           | Davide Sanguinetti | 5            | 6            | 3            |  |
|  |             | Olivier Mutis      | Olivier Mutis      | 2           | 4           |  |  |              |                    |              |              |              |  |

### Sezione 5
|  | Primo turno | Primo turno     | Primo turno     | Primo turno | Primo turno |  |  | Ultimo turno | Ultimo turno   | Ultimo turno   | Ultimo turno | Ultimo turno |  |
|  |             |                 |                 |             |             |  |  |              |                |                |              |              |  |
|  | 5           | Maks Mirny      | Maks Mirny      | 7           | 7           |  |  |              |                |                |              |              |  |
|  |             | Richard Gasquet | Richard Gasquet | 69          | 5           |  |  | 5            | Maks Mirny     | Maks Mirny     | 6            | 6            |  |
|  | 10          | Victor Hănescu  | Victor Hănescu  | 6           | 7           |  |  | 10           | Victor Hănescu | Victor Hănescu | 3            | 2            |  |
|  |             | Àlex Corretja   | Àlex Corretja   | 2           | 63          |  |  |              |                |                |              |              |  |

### Sezione 6
|  | Primo turno | Primo turno       | Primo turno       | Primo turno | Primo turno |  |  | Ultimo turno | Ultimo turno   | Ultimo turno | Ultimo turno | Ultimo turno |  |
|  |             |                   |                   |             |             |  |  |              |                |              |              |              |  |
|  | 6           | Thomas Enqvist    | Thomas Enqvist    | 6           | 6           |  |  |              |                |              |              |              |  |
|  |             | Jean-René Lisnard | Jean-René Lisnard | 2           | 3           |  |  | 6            | Thomas Enqvist | 62           | 6            | 7            |  |
|  |             | Jérôme Haehnel    | Jérôme Haehnel    | 6           | 7           |  |  |              | Jérôme Haehnel | 7            | 4            | 5            |  |
|  | 7           | Olivier Rochus    | Olivier Rochus    | 3           | 5           |  |  |              |                |              |              |              |  |